# 斯卡吉爾島
斯卡吉爾島（英文：Skagul Island）是美國的島嶼，位於太平洋海域，屬於德拉羅夫群島的一部分，由阿拉斯加州負責管轄，長2.8公里、寬2.5公里，最高點海拔高度12米，島上無人居住。